# 花鳥風月+
『花鳥風月+』（かちょうふうげつプラス）は、スピッツのスペシャル・アルバム。2021年9月15日にユニバーサルJより発売された。

## 概要
本作は、1999年発売のスペシャル・アルバム『花鳥風月』（以下、オリジナル盤）の収録曲全13曲に、1990年発売のインディーズ盤『ヒバリのこころ』に収録している全6曲を加えたものである（オリジナル盤に、ミニ・アルバム『ヒバリのこころ』の収録曲のうち、「おっぱい」「トゲトゲの木」2曲は既収録済）。
12曲目以降は、『ヒバリのこころ』と同じ曲順にて収録されている。
アナログ盤と同時発売。また、『色色衣』『おるたな』のアナログ盤も同時発売された。
本作のリマスタリングをスティーブン・マーカッセン、そして今回アナログ盤として制作された3作のカッティングを小鐡徹が務めた。

## 記録
オリコン週間アルバム・合算ランキング（2021年09月27日付）では、初週で20,364ポイントを記録し、2位を獲得。
週間CDアルバムランキング（2021年09月27日付）でも19,911枚で2位にランクインを果たし、1999年のオリジナル盤で記録した3位から、最高順位を22年ぶりに更新した。

## 収録曲
※はオリジナル盤に未収録の楽曲。既発曲の詳細は各項目を参照。
全曲 作詞・作曲:草野正宗
1. 流れ星
（編曲:白井良明、スピッツ & クジヒロコ）
  - 辺見えみりに提供した楽曲のセルフカバー。
  - 20thシングル「流れ星」表題曲
  - アナログ盤ではこの曲からSide A
2. 愛のしるし
（編曲:白井良明、スピッツ & クジヒロコ / 弦編曲:白井良明 & 深澤順）
  - PUFFYに提供した楽曲のセルフカバー
  - PUFFYのカバー曲を集めたコンピレーション・アルバム『PUFFY COVERS』にも収録された[7]。
3. スピカ
（編曲:スピッツ & 棚谷祐一）
  - 19thシングル「楓/スピカ」の2曲目
4. 旅人
（編曲:笹路正徳 & スピッツ）
  - 14thシングル「渚」のカップリング曲
5. 俺のすべて
（編曲:笹路正徳 & スピッツ）
  - 11thシングル「ロビンソン」のカップリング曲
  - オリジナル盤では最後のサビ前のブレイクが若干短めになっていたが、本作ではオリジナルが収録された。
6. 猫になりたい
（編曲:土方隆行 & スピッツ)
  - 9thシングル「青い車」のカップリング曲
  - アナログ盤ではこの曲からSide B
7. 心の底から
（編曲:笹路正徳 ＆ スピッツ）
  - 6thシングル「裸のままで」のカップリング曲
8. マーメイド
（編曲:スピッツ）
  - 4thシングル「惑星のかけら」のカップリング曲
9. コスモス
（編曲:スピッツ）
  - 5thシングル「日なたの窓に憧れて」のカップリング曲
10. 野生のチューリップ
（編曲:スピッツ）
  - 未発表音源（オリジナル盤発売当時）
  - 遊佐未森に提供した楽曲のセルフカバー。
  - アナログ盤ではこの曲からSide C
11. 鳥になって
（編曲:スピッツ）
  - 3rdシングル「魔女旅に出る」のカップリング曲
12. ヒバリのこころ ※
（編曲:スピッツ）
  - インディーズ盤『ヒバリのこころ』収録曲
  - 後にアレンジし直されて、デビューシングルとなった（楽曲記事参照）。メジャーデビュー版とは歌詞が一部違っている。
13. トゲトゲの木
（編曲:スピッツ）
  - インディーズ盤『ヒバリのこころ』収録曲
14. 353号線のうた ※
（編曲:スピッツ）
  - インディーズ盤『ヒバリのこころ』収録曲
  - アナログ盤ではこの曲からSide D
15. 恋のうた ※
（編曲:スピッツ）
  - インディーズ盤『ヒバリのこころ』収録曲
  - 後にアレンジし直されて、2ndアルバム『名前をつけてやる』に収録された。
16. おっぱい
（編曲:スピッツ）
  - インディーズ盤『ヒバリのこころ』収録曲
  - オリジナル盤ではイントロが一部カットされていたが、本作ではオリジナルが収録された。
17. 死にもの狂いのカゲロウを見ていた ※
（編曲:スピッツ）
  - インディーズ盤『ヒバリのこころ』収録曲

## 演奏
既発曲の参加ミュージシャンに関しては『花鳥風月 (スピッツのアルバム)#参加ミュージシャン』の項目を参照
- スピッツ
  - マサムネ：Vocal, Acoustic guitar, Keyboards
  - 三輪テツヤ： Guitar, Keyboards, Chorus
  - タムラアキヒロ：Bass, Chorus
  - 﨑山龍男：Drums, Percussion, Chorus
- 吉俣良司：Keyboards(#12,13,14,15)
- アサコ&サナエ-CHICKS：Chorus(#14)
- マサアキ：Chorus(#14)